# 周奕斌
周奕斌（1997年11月24日—），马来西亚槟城人，十岁时在《Astro欢喜来卡拉2008》夺得总冠军和最佳台风奖。后来在2016年参加《Astro新秀大赛》得到了亚军和人气奖，并在《TVB全球华人新秀歌唱大赛2016》中夺冠。
2014年曾担任林俊杰演唱会开场嘉宾，2016年开了自己的音乐会《一品奕斌载誉全球感恩音乐会》。
2024年9月17日，周奕斌在社交網站宣布和Karen Tan結婚。

## 比赛历程
- 2008 《Astro欢喜来卡拉》总冠军和最佳台风奖
- 2016 《Astro新秀大赛》亚军和人气奖
- 2016 《TVB全球华人新秀歌唱大赛2016》冠军

## 外部連結
- https://www.facebook.com/brianchewpage/
- https://instagram.com/brianchew_?igshid=1j1e5g0nnsr3m